# 우거지
우거지는 무 (식물) 배춧잎 등 푸성귀(채소나 나물 따위)를 다듬을 때에 골라 놓은 겉대이다.

## 사진 갤러리

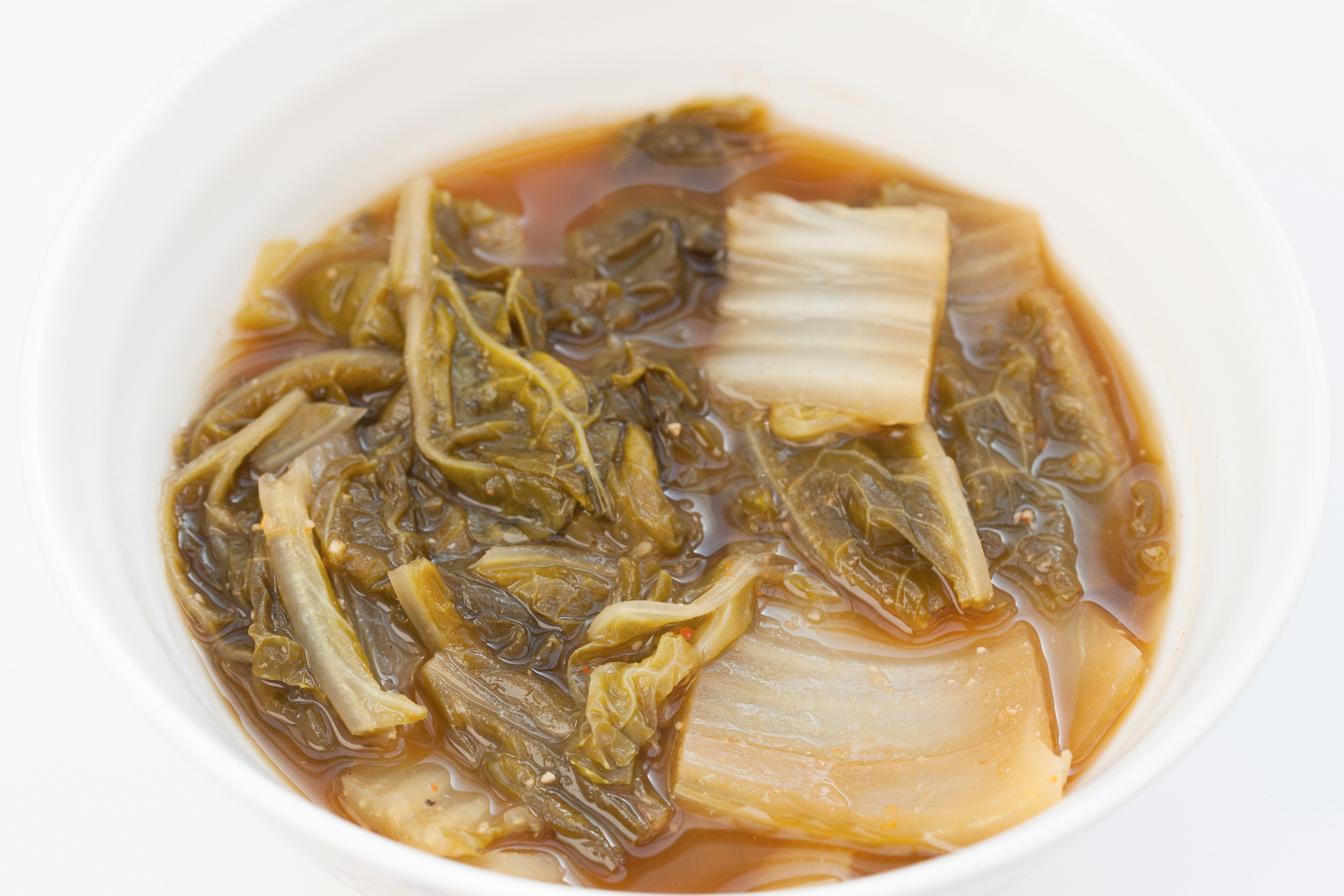
우거짓국
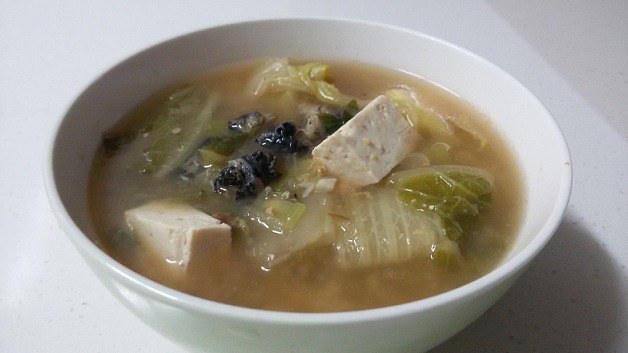
우거지우렁된장국

## 같이 보기
- 시래기